# Abu Manasib Faukani
Abu Manasib Faukani – wieś w Syrii, w muhafazie Al-Hasaka. W 2004 roku liczyła 654 mieszkańców.